# Новый (Чувашия)
Но́вый (чув. Ҫӗнӗ) — поселок в Канашском районе Чувашской Республики. Входит в состав Малобикшихского сельского поселения. В народе называют "кирпичкой" из-за находившегося здесь раньше кирпичного завода.

## География
Находится в центральной части Чувашии, на расстоянии приблизительно 2 км на юг-юго-восток от районного центра города Канаш.

## История
Основан в 1977 году при кирпичном цехе Канашского завода стройматериалов. В 1979 году учтен 151 житель. В 2002 году было 30 дворов, в 2010 — 24 домохозяйства. В 2010 году действовало ООО"Агат".

## Население
Постоянное население составляло 69 человек (чуваши 97 %) в 2002 году, 66 в 2010.